# Alick Rowe
Pour les articles homonymes, voir Rowe.
Alick Rowe (1939 - 30 octobre 2009 à Chiang Mai, Thaïlande) est un écrivain britannique.

## Biographie
Après une scolarité à l'Hereford Cathedral School (en) où il est head boy (en), Alick sort diplômé du St. Catharine's College, Cambridge. À partir du début des années 1971 il écrit pour la radio et pour la télévision. Il a écrit de pièces de théâtre pour la BBC, par exemple Crisp and Even Brightly ou Operation Lightning Pegasus (sur le siège de Troie).
En plus des pièces pour la radio, il écrit des programmes pour les télévisions, par exemple Up School (1970), The Prime of Miss Jean Brodie (1978), Two People (1979), Claire (1982), Morgan's Boy (1984), A Sort of Innocence (1987) ou la première saison de la série de science-fiction de la BBC The Tripods.
Il a publié Boy at the Commercial, un portrait de la vie dans un pub d'Hereford, ville où il vécut pendant seize ans, Morgan's Boy, Voices of Danger, The Panic Wall, Trapped, Derek Dungbeetle in Paradise et Derek Dungbeetle and the Lost Lover.
Il remporte un BAFTA en 1992.
En 1999 il plaide coupable de child indecency et est emprisonné pendant un an.
Il meurt, probablement d'un problème cardiaque, le 30 octobre 2009.